# Dorymyrmex minutus
Dorymyrmex minutus är en myrart som beskrevs av Carlo Emery 1895. Dorymyrmex minutus ingår i släktet Dorymyrmex och familjen myror. Inga underarter finns listade i Catalogue of Life.